# Daniel Adshead
Daniel Adshead (Manchester, 2 september 2001) is een Engels voetballer die door Rochdale AFC van Cheltenham Town FC gehuurd wordt.

## Carrière
Daniel Adshead speelde in de jeugd van Rochdale AFC, waar hij op 19 september 2017 in de met 0-4 gewonnen uitwedstrijd tegen Bury FC in het toernooi om de EFL Trophy debuteerde. Op deze dag was hij zestien jaar en zeventien dagen oud. Hiermee werd hij de jongste speler aller tijden van Rochdale. Later in het seizoen 2017/18 maakte hij zijn debuut in de competitie. In 2019 maakte hij de overstap naar het net naar de Premier League gepromoveerde Norwich City FC. Hier kwam hij in het seizoen 2019/20 niet in actie, hij zat eenmaal op de bank in de Premier League. In het seizoen 2020/21 werd hij verhuurd aan Telstar. Hij debuteerde in de Eerste divisie op 30 augustus 2020, in de met 2-2 gelijkgespeelde thuiswedstrijd tegen FC Volendam. Hij was het hele seizoen een vaste waarde op het middenveld van Telstar, waar hij tot 29 wedstrijden kwam. In het seizoen 2021/22 werd hij aan Gillingham FC verhuurd. In 2022 vertrok hij naar Cheltenham Town, wat hem een half jaar aan zijn oude club Rochdale verhuurde.

### Statistieken
| Seizoen                        | Club               | Land           | Competitie     | Competitie | Competitie | Beker | Beker | Overig | Overig | Totaal | Totaal |
| Seizoen                        | Club               | Land           | Competitie     | Wed.       | Dlp.       | Wed.  | Dlp.  | Wed.   | Dlp.   | Wed.   | Dlp.   |
| ------------------------------ | ------------------ | -------------- | -------------- | ---------- | ---------- | ----- | ----- | ------ | ------ | ------ | ------ |
| 2017/18                        | Rochdale AFC       | Engeland       | League One     | 1          | 0          | 3     | 0     | 5      | 0      | 9      | 0      |
| 2018/19                        | Rochdale AFC       | Engeland       | League One     | 10         | 0          | 1     | 0     | 5      | 1      | 16     | 1      |
| 2019/20                        | Norwich City FC    | Engeland       | Premier League | 0          | 0          | 0     | 0     | 0      | 0      | 0      | 0      |
| 2020/21                        | → Telstar          | Nederland      | Eerste divisie | 28         | 0          | 1     | 0     | –      | –      | 29     | 0      |
| 2021/22                        | → Gillingham FC    | Engeland       | League One     | 15         | 0          | 2     | 0     | 2      | 0      | 19     | 0      |
| 2022/23                        | Cheltenham Town FC | Engeland       | League One     | 11         | 0          | 1     | 0     | 3      | 0      | 15     | 0      |
| 2022/23                        | → Rochdale AFC     | Engeland       | League Two     | 0          | 0          | 0     | 0     | 0      | 0      | 0      | 0      |
| Carrièretotaal                 | Carrièretotaal     | Carrièretotaal | Carrièretotaal | 65         | 0          | 8     | 0     | 15     | 1      | 88     | 1      |
| Bijgewerkt op 19 februari 2023 |                    |                |                |            |            |       |       |        |        |        |        |